# Пік Кінг (Юкон)
Пік Кінг (англ. King Peak) — гора в Північній Америці у горах Святого Іллі, висотою — 5173 метри. Розташована на південному заході території Юкон, у Канаді, поблизу з кордоном Аляски (США).

## Географія
Масивна гора у формі трикутника, з кількома допоміжними вершинами (Західна, 4220 м, Східна, 4410 м та Південна, 4630 м), розташована у Південному гірському хребті, в західній частині гір Святого Іллі, що в північній частині Північноамериканських Кордильєр, за 20 км на схід від кордону штату Аляска (США) та території Юкону (Канада), більш як за 300 км на захід від столиці території Юкон — Вайтгорс, за 610 км на схід-південний-схід від найвищої гори США і Північної Америки — Деналі (6191 м) та за 14 км на захід від найвищої гори Канади — Лоґан (5959 м).
Абсолютна висота вершини 5173 метри над рівнем моря (9-та за висотою гора Північної Америки, 4-та — у Канаді та горах Святого Іллі). Відносна висота — 1073 м, з найвищим сідлом Кінг — 4100 м, між нею та батьківською вершиною; за іншими даними відносна висота становить — 1053 м, з висотою сідла, відповідно 4120 м. Топографічна ізоляція вершини відносно найближчої вищої гори Квін-Пік (5380  м), одного з західних піків масиву Лоґан, становить 4,3 км.

## Історія підкорення
Перший підйом на Пік Кінг був здійснений у 1952 році кількома студентами з Аляскинського університету. Рассел Алстон Пейдж, Кейт Гарт, Елтон Тейєр та Білл Етвуд піднялися до льодовика Огілвай біля підніжжя Кварцового хребта, де більшість їхніх речей і припасів було знесено у прірву штормовим вітром. 3 червня вони прибули до табору №2 на Західному хребті. Зачекавши два дні, коли ураган стих, Гарт і Тейєр вирушили на вершину, а Етвуд залишився у таборі через травму коліна. Після боротьби з кам'яними вежами (жандарми) та крижаними гребенями вони досягли вершини 6 червня.
Друге та третє сходження також були здійснені у 1952 році американською командою, яка також зробила перше сходження на гору Аугуста (4289 м). Підйом вівся з південної сторони Пік Кінг. Альпіністи пройшли шлях до Східного хребта, який іноді повертав на північ, щоб уникнути крутих схилів. Після двох невдалих спроб штурму 20 і 21 липня Піт Шенінг та Гібсон Рейнольдс зуміли обійти жандармів, які були розташовані на їхньому шляху, досягли вершини 23 липня. Наступного дня, 24 липня, Шенінг повернувся з Діком МакГовеном та Біллом Ніндорффом, здійснивши третє сходження.